# Moczówka prosta
Moczówka prosta (łac. diabetes insipidus) – choroba, w której na skutek niezdolności do zagęszczania moczu dochodzi do  wydalania bardzo dużych ilości rozcieńczonego moczu. Spowodowana jest bezwzględnym lub względnym niedoborem wazopresyny, bądź niewrażliwością tkanek na jej działanie. Objawia się przymusem picia dużej ilości płynów (polidypsja), postępującym odwodnieniem, upośledzeniem krążenia i ciężką hipernatremią. Ilość produkowanego moczu wynosić może od 5 do nawet 25 litrów dziennie.
Ze względu na źródło tej patologii, wyróżnić można moczówkę prostą ośrodkową (neurohormonalną-neurogenną) i nerkową (nefrogenną).

## Patofizjologia
W stanach niedoboru wazopresyny lub niewrażliwości tkanek na nią woda nie ulega zwrotnemu wchłonięciu z cewek dystalnych nerek. Jej nadmiar jest wydalany pod postacią rozcieńczonego moczu o gęstości względnej najczęściej poniżej 1003 g/l (przy prawidłowej gęstości mieszczącej się w granicach 1,001–1,028g/l). Na skutek wzrostu osmolalności surowicy oraz płynów ustrojowych wzmaga się pragnienie, powstaje przymus picia dużej ilości płynów. Zwiększona podaż wody zapewnia prawidłową dla funkcjonowania organizmu objętość i osmolalność płynów ustrojowych.

## Postaci
- Centralna (ośrodkowa, wazopresynozależna) (przysadkowo-podwzgórzowa) związana z zaburzeniami czynności osi przysadkowo-podwzgórzowej, powodującymi zmiany syntezy i wydzielania (niedoborem) hormonu antydiuretycznego (ADH) (czyli wazopresyny – AVP). Objawy ośrodkowej moczówki prostej występują, gdy liczba uszkodzonych neuronów neurowydzielniczych jest większa niż 85%.
- Nerkopochodna (polega na niewrażliwości cewek nerkowych na wazopresynę) – w której pierwotnym zaburzeniem jest niezdolność do zagęszczania moczu powodująca wydalanie nadmiernych ilości wody przez nerki, do czego może doprowadzać:
  - przewlekła niewydolność nerek
  - wrażliwość receptora na leki: sole litu, fluorki (po zaprzestaniu stosowania leku zwykle następuje powrót do zdrowia)
  - tubulopatie i choroby śródmiąższowe nerek
  - przewlekła hiperkalcemia i hipokaliemia
  - postać wrodzona
    - związana z dziedziczeniem sprzężonym z płcią (chromosom X) powodująca defekt genowy receptora V2 dla wazopresyny
    - związana z dziedziczeniem autosomalnym wywołana przez mutację genu AQP2'

## Rozpoznanie
Wymagane jest różnicowanie z innymi przyczynami poliurii i hipernatremii np. wielomoczem cukrzycowym. Podstawą rozpoznania jest odpowiedź na podaną wazopresynę, obserwuje się spadek objętości moczu i wzrost jego osmolarności w moczówce centralnej, a bez wystąpienia zmian w nerkowej. Poziom wazopresyny w moczówce centralnej jest niski w stosunku do osmolarności osocza, a w moczówce nerkowej jest wysoki, jest to związane z utratą zdolności do zatrzymania wody z powodu utraty kanałów wodnych zależnych od wazopresyny (akwaporynach), zlokalizowanych w pęcherzykach tuż pod powierzchnią nabłonka kanalików zbiorczych.

## Leczenie

### Moczówka prosta centralna
Stosuje się substytucyjne leczenie analogiem wazopresyny – desmopresyną (preparaty Minirin w aerozolu do nosa i Minirin Melt w postaci podjęzykowego liofilizatu). Leczenie obejmować powinno także przyczynę moczówki prostej, np. zabieg operacyjny w przypadku guza uciskającego przysadkę.

### Moczówka prosta nerkowa
Postępowanie w tej postaci jest zależne od przyczyny:
- uszkodzenia nerek – leczenie objawowe, postępowanie polega na uzupełnianiu płynów i leczeniu choroby podstawowej
- zaburzenia elektrolitowe – ich wyrównanie powinno wyeliminować objawy moczówki
- defekt genetyczny receptorów wazopresyny w nerce – zalecana jest dieta z ograniczeniem sodu i leczenie diuretykiem tiazydowym. Pacjenci częściowo wrażliwi na wazopresynę mogą odnieść zysk z podawania desmopresyny w dużych dawkach.

## Klasyfikacja ICD10
| kod ICD10     | nazwa choroby                 |
| ------------- | ----------------------------- |
| ICD-10: E23.2 | Moczówka prosta               |
| ICD-10: N25.1 | Nerkopochodna moczówka prosta |